# Jätteblombock
Jätteblombock (Macroleptura thoracica) är en skalbaggsart som först beskrevs av Christian Creutzer 1799.  Jätteblombock ingår i släktet Macroleptura och familjen långhorningar.
Artens utbredningsområde är:
- Iran.
- Ukraina.

Arten har ej påträffats i Sverige. Inga underarter finns listade i Catalogue of Life.